# Subspecies
Subspecies è una saga di film horror che ha come protagonista il vampiro Radu Vladislas, interpretato da Anders Hove.
La saga è stata ideata e scritta da Charles Band. Tutti i film sono stati diretti da Ted Nicolaou.
Della saga fanno parte quattro film:
- Subspecies, regia di Ted Nicolaou (1991)
- Bloodstone: Subspecies II, regia di Ted Nicolaou (1993)
- Bloodlust: Subspecies III, regia di Ted Nicolaou (1994)
- Subspecies 4: Bloodstorm, regia di Ted Nicolaou (1998)
- Subspecies V: Blood Rise, regia di Ted Nicolaou (2023)

Nel 1997 è stato eseguito uno spin-off della saga intitolato Il diario del vampiro (Vampire Journals) diretto nuovamente da Ted Nicolaou.